# Partecipanti al Giro d'Italia 2020
Elenco dei partecipanti al Giro d'Italia 2020.
Il Giro d'Italia 2020 fu la centotreesima edizione della corsa. Alla competizione presero parte 22 squadre, le diciannove iscritte all'UCI World Tour 2020 e le tre squadre invitate (la Androni Giocattoli-Sidermec, la Bardiani-CSF-Faizanè e la Vini Zabù Brado KTM, tutte di categoria UCI Professional Continental), ciascuna delle quali composta da otto corridori, per un totale di 176 ciclisti. La corsa partì il 3 ottobre da Monreale e terminò il 25 ottobre a Milano; in quest'ultima località, in Piazza del Duomo, portarono a termine la competizione 133 corridori.

## Corridori per squadra[1]
Nota: R ritirato, NP non partito, FTM fuori tempo massimo, SQ squalificato
| AG2R La Mondiale            | AG2R La Mondiale            | AG2R La Mondiale            | Deceuninck-Quick-Step  | Deceuninck-Quick-Step  | Deceuninck-Quick-Step  | Ineos Grenadiers             | Ineos Grenadiers             | Ineos Grenadiers             |
| --------------------------- | --------------------------- | --------------------------- | ---------------------- | ---------------------- | ---------------------- | ---------------------------- | ---------------------------- | ---------------------------- |
| 1                           | Tony Gallopin               | NP 8ª                       | 81                     | João Almeida           | 4º                     | 161                          | Geraint Thomas               | NP 4ª                        |
| 2                           | François Bidard             | 39º                         | 82                     | Davide Ballerini       | 72º                    | 162                          | Jonathan Castroviejo         | 24º                          |
| 3                           | Geoffrey Bouchard           | 55º                         | 83                     | Álvaro Hodeg           | 131º                   | 163                          | Rohan Dennis                 | 35º                          |
| 4                           | Ben Gastauer                | R 8ª                        | 84                     | Mikkel Frølich Honoré  | 30º                    | 164                          | Filippo Ganna (Cr.)          | 61º                          |
| 5                           | Jaakko Hänninen             | 73º                         | 85                     | Iljo Keisse            | 122º                   | 165                          | Tao Geoghegan Hart           | 1º                           |
| 6                           | Aurélien Paret-Peintre      | 16º                         | 86                     | James Knox             | 14º                    | 166                          | Jhonatan Narváez             | R 15ª                        |
| 7                           | Andrea Vendrame             | 50º                         | 87                     | Fausto Masnada         | 9º                     | 167                          | Salvatore Puccio             | 56º                          |
| 8                           | Larry Warbasse              | 17º                         | 88                     | Pieter Serry           | 28º                    | 168                          | Ben Swift (Lin.)             | 18º                          |
| D.S.: Laurent Biondi        | D.S.: Laurent Biondi        | D.S.: Laurent Biondi        | D.S.: Davide Bramati   | D.S.: Davide Bramati   | D.S.: Davide Bramati   | D.S.: Nicolas Portal         | D.S.: Nicolas Portal         | D.S.: Nicolas Portal         |
| Androni Giocattoli-Sidermec | Androni Giocattoli-Sidermec | Androni Giocattoli-Sidermec | EF Pro Cycling         | EF Pro Cycling         | EF Pro Cycling         | Team Jumbo-Visma             | Team Jumbo-Visma             | Team Jumbo-Visma             |
| 11                          | Mattia Bais                 | 102º                        | 91                     | Sean Bennett           | NP 8ª                  | 171                          | Steven Kruijswijk            | NP 10ª                       |
| 12                          | Alessandro Bisolti          | 90º                         | 92                     | Jonathan Caicedo       | 65º                    | 172                          | Koen Bouwman                 | NP 10ª                       |
| 13                          | Jefferson Cepeda            | 78º                         | 93                     | Simon Clarke           | 76º                    | 173                          | Tobias Foss                  | NP 10ª                       |
| 14                          | Luca Chirico                | 85º                         | 94                     | Lawson Craddock        | NP 10ª                 | 174                          | Chris Harper                 | NP 10ª                       |
| 15                          | Simon Pellaud               | 71º                         | 95                     | Ruben Guerreiro        | 33º                    | 175                          | Tony Martin                  | NP 10ª                       |
| 16                          | Simone Ravanelli            | 74º                         | 96                     | Tanel Kangert          | 32º                    | 176                          | Christoph Pfingsten          | NP 10ª                       |
| 17                          | Jhonatan Restrepo           | 103º                        | 97                     | Lachlan Morton         | 111º                   | 177                          | Antwan Tolhoek               | NP 10ª                       |
| 18                          | Josip Rumac (Lin. e Cr.)    | 99º                         | 98                     | James Whelan           | 105º                   | 178                          | Jos van Emden                | NP 10ª                       |
| D.S.: Gianni Savio          | D.S.: Gianni Savio          | D.S.: Gianni Savio          | D.S.: Fabrizio Guidi   | D.S.: Fabrizio Guidi   | D.S.: Fabrizio Guidi   | D.S.: Jan Boven              | D.S.: Jan Boven              | D.S.: Jan Boven              |
| Astana Pro Team             | Astana Pro Team             | Astana Pro Team             | Groupama-FDJ           | Groupama-FDJ           | Groupama-FDJ           | Team Sunweb                  | Team Sunweb                  | Team Sunweb                  |
| 21                          | Jakob Fuglsang              | 6º                          | 101                    | Arnaud Démare (Lin.)   | 121º                   | 181                          | Wilco Kelderman              | 3º                           |
| 22                          | Manuele Boaro               | R 18ª                       | 102                    | Kilian Frankiny        | 77º                    | 182                          | Nico Denz                    | 83º                          |
| 23                          | Rodrigo Contreras           | 110º                        | 103                    | Jacopo Guarnieri       | 128º                   | 183                          | Chad Haga                    | 69º                          |
| 24                          | Fabio Felline               | 25º                         | 104                    | Simon Guglielmi        | 116º                   | 184                          | Chris Hamilton               | 29º                          |
| 25                          | Jonas Gregaard              | 53º                         | 105                    | Ignatas Konovalovas    | 124º                   | 185                          | Jai Hindley                  | 2º                           |
| 26                          | Miguel Ángel López          | R 1ª                        | 106                    | Miles Scotson          | 113º                   | 186                          | Michael Matthews             | NP 10ª                       |
| 27                          | Óscar Rodríguez             | 45º                         | 107                    | Ramon Sinkeldam        | R 10ª                  | 187                          | Sam Oomen                    | 21º                          |
| 28                          | Aleksandr Vlasov            | R 2ª                        | 109                    | Benjamin Thomas        | R 5ª                   | 188                          | Martijn Tusveld              | 26º                          |
| D.S.: Aleksandr Šefer       | D.S.: Aleksandr Šefer       | D.S.: Aleksandr Šefer       | D.S.: Frédéric Guesdon | D.S.: Frédéric Guesdon | D.S.: Frédéric Guesdon | D.S.: Marc Reef              | D.S.: Marc Reef              | D.S.: Marc Reef              |
| Bahrain-McLaren             | Bahrain-McLaren             | Bahrain-McLaren             | Israel Start-Up Nation | Israel Start-Up Nation | Israel Start-Up Nation | Trek-Segafredo               | Trek-Segafredo               | Trek-Segafredo               |
| 31                          | Yukiya Arashiro             | 89º                         | 111                    | Rudy Barbier           | NP 9ª                  | 191                          | Vincenzo Nibali              | 7º                           |
| 32                          | Enrico Battaglin            | 46º                         | 112                    | Matthias Brändle (Cr.) | 126º                   | 192                          | Julien Bernard               | 49º                          |
| 33                          | Pello Bilbao (Cr.)          | 5º                          | 113                    | Alexander Cataford     | R 12ª                  | 193                          | Gianluca Brambilla           | R 15ª                        |
| 34                          | Eros Capecchi               | 87º                         | 114                    | Davide Cimolai         | 118º                   | 194                          | Giulio Ciccone               | NP 14ª                       |
| 35                          | Domen Novak                 | 59º                         | 115                    | Alex Dowsett (Cr.)     | 120º                   | 195                          | Nicola Conci                 | 52º                          |
| 36                          | Mark Padun                  | 70º                         | 116                    | Daniel Navarro         | 58º                    | 196                          | Jacopo Mosca                 | 31º                          |
| 37                          | Hermann Pernsteiner         | 10º                         | 117                    | Guy Sagiv (Lin.)       | 132º                   | 197                          | Antonio Nibali               | 37º                          |
| 38                          | Jan Tratnik                 | 62º                         | 118                    | Rick Zabel             | 123º                   | 198                          | Pieter Weening               | R 5ª                         |
| D.S.: Alberto Volpi         | D.S.: Alberto Volpi         | D.S.: Alberto Volpi         | D.S.: Óscar Guerrero   | D.S.: Óscar Guerrero   | D.S.: Óscar Guerrero   | D.S.: Kim Andersen           | D.S.: Kim Andersen           | D.S.: Kim Andersen           |
| Bardiani-CSF-Faizanè        | Bardiani-CSF-Faizanè        | Bardiani-CSF-Faizanè        | Lotto Soudal           | Lotto Soudal           | Lotto Soudal           | UAE Team Emirates            | UAE Team Emirates            | UAE Team Emirates            |
| 41                          | Giovanni Carboni            | 82º                         | 121                    | Sander Armée           | 57º                    | 201                          | Diego Ulissi                 | 38º                          |
| 42                          | Luca Covili                 | FTM 1ª                      | 122                    | Thomas De Gendt        | 41º                    | 202                          | Mikkel Bjerg                 | 97º                          |
| 43                          | Filippo Fiorelli            | 109º                        | 123                    | Jonathan Dibben        | 133º                   | 203                          | Valerio Conti                | 101º                         |
| 44                          | Giovanni Lonardi            | 125º                        | 124                    | Carl Fredrik Hagen     | 42º                    | 204                          | Joseph Dombrowski            | 43º                          |
| 45                          | Fabio Mazzucco              | 129º                        | 125                    | Adam Hansen            | 117º                   | 205                          | Fernando Gaviria             | NP 16ª                       |
| 46                          | Francesco Romano            | 91º                         | 126                    | Matthew Holmes         | 81º                    | 206                          | Brandon McNulty              | 15º                          |
| 47                          | Alessandro Tonelli          | 51º                         | 127                    | Stefano Oldani         | 98º                    | 207                          | Juan Sebastián Molano        | NP 15ª                       |
| 48                          | Filippo Zana                | 100º                        | 128                    | Harm Vanhoucke         | 60º                    | 208                          | Maximiliano Richeze          | R 16ª                        |
| D.S.: Roberto Reverberi     | D.S.: Roberto Reverberi     | D.S.: Roberto Reverberi     | D.S.: Bart Leysen      | D.S.: Bart Leysen      | D.S.: Bart Leysen      | D.S.: José Antonio Fernández | D.S.: José Antonio Fernández | D.S.: José Antonio Fernández |
| Bora-Hansgrohe              | Bora-Hansgrohe              | Bora-Hansgrohe              | Mitchelton-Scott       | Mitchelton-Scott       | Mitchelton-Scott       | Vini Zabù Brado KTM          | Vini Zabù Brado KTM          | Vini Zabù Brado KTM          |
| 51                          | Peter Sagan                 | 92º                         | 131                    | Simon Yates            | NP 8ª                  | 211                          | Giovanni Visconti            | NP 18ª                       |
| 52                          | Cesare Benedetti            | 94º                         | 132                    | Edoardo Affini         | NP 8ª                  | 212                          | Simone Bevilacqua            | 127º                         |
| 53                          | Maciej Bodnar               | 107º                        | 133                    | Brent Bookwalter       | NP 6ª                  | 213                          | Marco Frapporti              | 108º                         |
| 54                          | Matteo Fabbro               | 23º                         | 134                    | Jack Haig              | NP 10ª                 | 214                          | Lorenzo Rota                 | 93º                          |
| 55                          | Patrick Gamper              | NP 8ª                       | 135                    | Lucas Hamilton         | NP 10ª                 | 215                          | Matteo Spreafico             | NP 19ª                       |
| 56                          | Patrick Konrad              | 8º                          | 136                    | Michael Hepburn        | NP 10ª                 | 216                          | Etienne van Empel            | 88º                          |
| 57                          | Rafał Majka                 | 12º                         | 137                    | Damien Howson          | NP 10ª                 | 217                          | Luca Wackermann              | NP 5ª                        |
| 58                          | Paweł Poljański             | 67º                         | 138                    | Cameron Meyer (Lin.)   | NP 10ª                 | 218                          | Edoardo Zardini              | 96º                          |
| D.S.: Jens Zemke            | D.S.: Jens Zemke            | D.S.: Jens Zemke            | D.S.: Matthew White    | D.S.: Matthew White    | D.S.: Matthew White    | D.S.: Luca Scinto            | D.S.: Luca Scinto            | D.S.: Luca Scinto            |
| CCC Team                    | CCC Team                    | CCC Team                    | Movistar Team          | Movistar Team          | Movistar Team          |                              |                              |                              |
| 61                          | Il'nur Zakarin              | 22º                         | 141                    | Héctor Carretero       | 79º                    |                              |                              |                              |
| 62                          | Josef Černý (Cr.)           | 86º                         | 142                    | Dario Cataldo          | 66º                    |                              |                              |                              |
| 63                          | Víctor de la Parte          | 34º                         | 143                    | Antonio Pedrero        | 19º                    |                              |                              |                              |
| 64                          | Kamil Gradek (Cr.)          | 104º                        | 144                    | Einer Rubio            | 58º                    |                              |                              |                              |
| 65                          | Pavel Kočetkov              | R 9ª                        | 145                    | Sergio Samitier        | 13º                    |                              |                              |                              |
| 66                          | Kamil Małecki               | 69º                         | 146                    | Eduardo Sepúlveda      | 57º                    |                              |                              |                              |
| 67                          | Joey Rosskopf               | 64º                         | 147                    | Albert Torres          | 106º                   |                              |                              |                              |
| 68                          | Attila Valter               | 27º                         | 148                    | Davide Villella        | 40º                    |                              |                              |                              |
| D.S.: Gabriele Missaglia    | D.S.: Gabriele Missaglia    | D.S.: Gabriele Missaglia    | D.S.: Eusebio Unzué    | D.S.: Eusebio Unzué    | D.S.: Eusebio Unzué    |                              |                              |                              |
| Cofidis, Solutions Crédits  | Cofidis, Solutions Crédits  | Cofidis, Solutions Crédits  | NTT Pro Cycling Team   | NTT Pro Cycling Team   | NTT Pro Cycling Team   |                              |                              |                              |
| 71                          | Elia Viviani                | 112º                        | 151                    | Louis Meintjes         | 36º                    |                              |                              |                              |
| 72                          | Simone Consonni             | 115º                        | 152                    | Victor Campenaerts     | 95º                    |                              |                              |                              |
| 73                          | Nicolas Edet                | R 15ª                       | 153                    | Amanuel Gebreigzabhier | 54º                    |                              |                              |                              |
| 74                          | Nathan Haas                 | 119º                        | 154                    | Ben O'Connor           | 20º                    |                              |                              |                              |
| 75                          | Jesper Hansen               | 44º                         | 155                    | Domenico Pozzovivo     | 11º                    |                              |                              |                              |
| 76                          | Mathias Le Turnier          | 80º                         | 156                    | Matteo Sobrero         | 76º                    |                              |                              |                              |
| 77                          | Marco Mathis                | 130º                        | 157                    | Dylan Sunderland       | 114º                   |                              |                              |                              |
| 78                          | Stéphane Rossetto           | 64º                         | 158                    | Danilo Wyss            | 84º                    |                              |                              |                              |
| D.S.: Roberto Damiani       | D.S.: Roberto Damiani       | D.S.: Roberto Damiani       | D.S.: Alex Sans Vega   | D.S.: Alex Sans Vega   | D.S.: Alex Sans Vega   |                              |                              |                              |

### Legenda
| Legenda          | Legenda | Legenda        | Legenda                                                  |
| ---------------- | --- | -------------- | -------------------------------------------------------- |
| Dorsale          | Dorsale di partenza del ciclista | Posizione      | Posizione finale nella classifica generale               |
| Maglia rosa      | Indica il vincitore della classifica generale                                                                                        | Maglia azzurra | Indica il vincitore della classifica dei GPM             |
| Maglia ciclamino | Indica il vincitore della classifica a punti                                                                                         | Maglia bianca  | Indica il vincitore della classifica dei giovani         |
| NP               | Indica un ciclista che non è ripartito in una tappa la mattina                                                                       | R              | Indica un ciclista che si è ritirato in una tappa        |
| FTM              | Indica un ciclista che ha concluso una tappa fuori tempo, ossia ha impiegato più tempo rispetto a quanto stabilito dal tempo massimo | EX             | Corridore escluso per non aver rispettato il regolamento |

## Corridori per nazione
Le nazionalità rappresentate nella manifestazione sono 32; in tabella il numero dei ciclisti suddivisi per la propria nazione di appartenenza:
| Numero ciclisti | Nazione |
| --------------- | --- |
| 48              | Italia |
| 18              | Australia |
| 12              | Francia |
| 10              | Paesi Bassi |
| 9               | Spagna |
| 8               | Gran Bretagna, Stati Uniti |
| 7               | Colombia |
| 6               | Belgio |
| 5               | Danimarca, Germania, Polonia |
| 4               | Austria |
| 3               | Ecuador, Russia, Svizzera |
| 2               | Argentina, Norvegia, Portogallo, Slovenia                                                                                                   |
| 1               | Canada, Croazia, Eritrea, Estonia, Finlandia, Giappone, Israele, Lituania, Lussemburgo, Rep. Ceca, Slovacchia, Sudafrica, Ucraina, Ungheria |

### Quadro d'insieme nazionalità e tappe
| Nazione       | Corridori partenti | Corridori arrivati | Tappe vinte                            |
| ------------- | ------------------ | ------------------ | -------------------------------------- |
| Argentina     | 2                  | 1                  | 0                                      |
| Australia     | 18                 | 11                 | 2 (Ben O'Connor, Jai Hindley)          |
| Austria       | 4                  | 3                  | 0                                      |
| Belgio        | 6                  | 6                  | 0                                      |
| Canada        | 1                  | 0                  | 0                                      |
| Colombia      | 7                  | 4                  | 0                                      |
| Croazia       | 1                  | 1                  | 0                                      |
| Danimarca     | 5                  | 5                  | 0                                      |
| Ecuador       | 3                  | 2                  | 2 (Jonathan Caicedo, Jhonatan Narváez) |
| Eritrea       | 1                  | 1                  | 0                                      |
| Estonia       | 1                  | 1                  | 0                                      |
| Finlandia     | 1                  | 1                  | 0                                      |
| Francia       | 12                 | 8                  | 4 (4 Arnaud Démare)                    |
| Germania      | 5                  | 3                  | 0                                      |
| Gran Bretagna | 8                  | 6                  | 3 (2 Tao Geoghegan Hart, Alex Dowsett) |
| Israele       | 1                  | 1                  | 0                                      |
| Italia        | 48                 | 40                 | 6 (4 Filippo Ganna, 2 Diego Ulissi)    |
| Giappone      | 1                  | 1                  | 0                                      |
| Lituania      | 1                  | 1                  | 0                                      |
| Lussemburgo   | 1                  | 0                  | 0                                      |
| Norvegia      | 2                  | 1                  | 0                                      |
| Paesi Bassi   | 10                 | 4                  | 0                                      |
| Polonia       | 5                  | 5                  | 0                                      |
| Portogallo    | 2                  | 2                  | 1 (Ruben Guerreiro)                    |
| Rep. Ceca     | 1                  | 1                  | 1 (Josef Černý)                        |
| Russia        | 3                  | 1                  | 0                                      |
| Slovacchia    | 1                  | 1                  | 1 (Peter Sagan)                        |
| Slovenia      | 2                  | 2                  | 1 (Jan Tratnik)                        |
| Spagna        | 9                  | 9                  | 0                                      |
| Sudafrica     | 1                  | 1                  | 0                                      |
| Svizzera      | 3                  | 3                  | 0                                      |
| Stati Uniti   | 8                  | 5                  | 0                                      |
| Ucraina       | 1                  | 1                  | 0                                      |
| Ungheria      | 1                  | 1                  | 0                                      |
| Totale        | 176                | 133                | 21                                     |